# داردن سميث
داردن سميث (بالإنجليزية: Darden Smith)‏ هو مغن مؤلف أمريكي، ولد في 11 مارس 1962.

## وصلات خارجية
- داردن سميث على موقع IMDb (الإنجليزية)
- داردن سميث على موقع ميوزك برينز (الإنجليزية)
- داردن سميث على موقع أول ميوزيك (الإنجليزية)
- داردن سميث على موقع ديسكوغز (الإنجليزية)